# Léo Gamalho
Leonardo Gamalho de Souza, mais conhecido como Léo Gamalho (Porto Alegre, 30 de janeiro de 1986), é um futebolista brasileiro que atua como centroavante. Atualmente joga pelo Botafogo-SP.
É o jogador que possui mais artilharias da Copa do Brasil, empatado com Gabriel Barbosa e Gérson da Silva: três, sendo o único a ser artilheiro por 3 times diferentes. Outro recorde é o de vice-artilheiro da história da Série B, estando ainda em atuação.

## Carreira

### Início
Passou pela base do River Plate, realizando 4 jogos e marcando 5 gols.
Antes de viajar para Portugal, esteve no América de Natal, onde fez 4 gols em 4 jogos.

### China
Teve passagem por 2 times da China, em 2009 assinou com o Shenyang Dongjin. No ano seguinte assinou com o Pudong Zobon.

### ABC
No final de dezembro de 2011, foi anunciado como reforço do ABC para a temporada 2012.

### ASA
Em janeiro de 2013 foi anunciado como novo reforço do ASA para disputar a Copa do Nordeste 2013. Sua estreia ocorreu já na primeira rodada, na qual o ASA venceu o Salgueiro em casa por 2–0. Nas quartas de final marcou seu primeiro gol pelo clube, justamente o gol que garantiu a classificação do ASA para a semifinal diante do ABC na vitória por 2–1 em pleno Frasqueirão. No jogo de ida da semifinal, Léo foi decisivo marcando dois gols, mas não conseguiu evitar que o ASA cedesse o empate em casa contra o Ceará por 3–3. Entretanto no jogo de volta foi dele o gol que deu a vitória por 1–0 ao ASA, resultado que classificou o clube arapiraquense para a decisão. Pelo Campeonato Alagoano 2013 destacou-se ao lado de Didira conduzindo o ASA até a semifinal, onde foram eliminados pelo CSA. Em toda sua passagem pelo ASA, Léo Gamalho disputou 35 jogos e balançou as redes em 14 oportunidades. 

### Ceará
Em 2013, depois de brilhar pelo ASA, assinou contrato com o Ceará no dia 26 de julho de 2013. Sua passagem pelo Ceará não foi tão boa como se esperava. Disputou a Série B de 2013 e marcou 6 gols. No dia 5 de outubro fez um gol contra o seu ex-clube e comemorou de frente a torcida do ASA, que não economizou nas vaias; A partida acabou 3–1 para o Ceará.

### Santa Cruz
No começo de 2014, assinou com o Santa Cruz por um ano. Foi artilheiro do Campeonato Pernambucano de 2014 com 12 gols. Em um jogo pela Copa do Brasil contra o Lagarto onde o Santa Cruz ganhou pelo placar de 3–1, Flávio Caça-rato marca um gol aos 45 minutos mas na súmula do juiz conta como gol de Léo Gamalho. Em jogo contra o Vasco da Gama terminado com o placar de 1–0 pro Santa Cruz, Léo chegou a marca de 50 jogos pelo Santa Cruz e 28 gols. Na Copa do Brasil  de 2014, faz 6 gols em 5 jogos dividindo a artilharia com Gabriel do Santos e Bill do Ceará. Terminou o ano de 2014 com 32 gols em 57 jogos. No final de 2014 não renovou o contrato com o clube.

### Bahia
Em 2015, foi o camisa 11 do Bahia, fez sua estreia pelo tricolor na partida contra o Jacobina pelo Campeonato Baiano. Marcou o seu primeiro gol pelo Bahia no dia 25 de fevereiro contra Catuense. Em 8 de março Gamalho faz hat-trick pelo Campeonato Baiano contra o Feirense partida vencida por 7–1.

### Avaí
Em 19 de agosto de 2015 acertou sua ida para o Avaí para a disputa do Campeonato Brasileiro da Séria A de 2015.
Logo na sua estreia já fez dois gols na derrota de 5–2 para o Santos em São Paulo, pela 20ª rodada do Brasileirão, trazendo confiança para a torcida. Em seu segundo jogo com a camisa do Avaí, foi decisivo na vitória por 3–0 sobre o Internacional na Ressacada, marcando dois gols e sendo o melhor jogador em campo, com suas duas atuações começou a cair nas graças da torcida, que gritou seu nome no fim da partida e o apelidou de Ibra da Ilha.

### Nacional

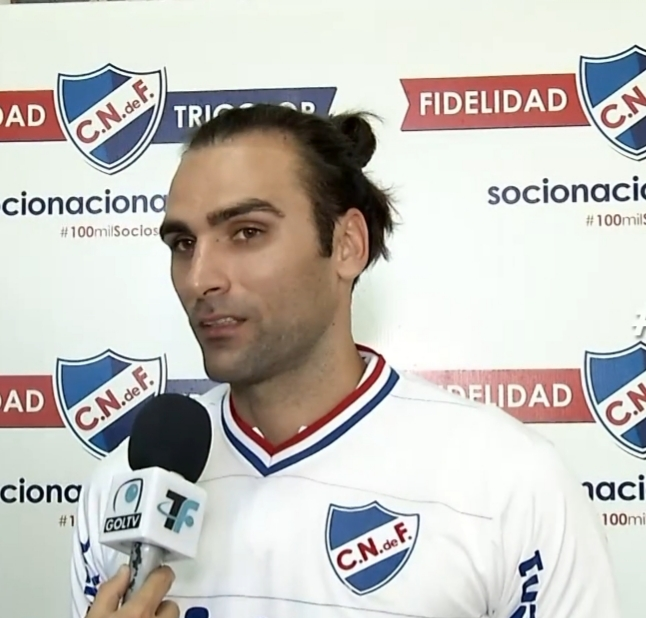
Gamalho quando atuava pelo Nacional em 2016.

Sem renovar com o Avaí, Léo Gamalho acertou com o Nacional, no dia 9 de fevereiro de 2016, em um contrato válido por 6 meses. Pelo Nacional Léo Gamalho disputou a Copa Libertadores da América, onde ajudou sua equipe a se classificar para as quartas de final, onde foi eliminado pelo Boca Juniors.

### Goiás

#### 2016
Após o fim do contrato de 6 meses com o time uruguaio, Léo Gamalho acertou com o Goiás, no dia 15 de julho de 2016, até o final de 2017. Logo na estreia Léo Gamalho marcou seu primeiro gol pelo clube esmeraldino na vitória por 2–0 sobre o Ceará. Já no jogo seguinte fez o gol que garantiu o empate contra o Vasco da Gama no Estádio Serra Dourada por 1–1. Em seu terceiro jogo marcou outro gol, mas não conseguiu evitar a derrota para o Bahia por 4–2 na Arena Fonte Nova. Em seu quarto jogo pelo Goiás fez seu quarto gol pelo clube, ajudando na vitória sobre o Oeste por 2–0. Em 29 de setembro fez dois gols e foi o nome da goleada aplicada sobre o Paraná Clube no Serra Dourada por 4–0, alcançando a marca de 6 gols marcados em 5 jogos com a camisa do clube esmeraldino. Seu começo no clube anima o torcedor esmeraldino que começa a ver o clube reagir na competição. No dia 7 de outubro marcou mais dois na vitória sobre o Bragantino por 2–1 no Serra Dourada, alcançando a marca de oito gols marcados em seis partidas com a camisa do esmeraldino, sendo apelidado de "Ibra do Cerrado" pelos torcedores. Voltou a marcar no clássico contra o Atlético Goianiense no Serra Dourada no dia 5 de novembro, no qual o clube esmeraldino perdeu por 4–2. No dia 11 do mesmo mês fez mais dois na vitória de virada sobre o Joinville por 3–2.

#### 2017
Foi um dos destaques da campanha do título do Campeonato Goiano de 2017 e fez parte da Seleção do campeonato.
Em 13 de abril, foi decisivo na partida contra o Fluminense, pela terceira fase da Copa do Brasil, na qual marcou, de pênalti, um dos gols da emocionante vitória de virada por 2–1 no Estádio Serra Dourada. Apesar do bom resultado em casa, o clube acabou sendo eliminado no Maracanã por 3–0.
Voltou a marcar pelo Goiás em 29 de julho na vitória sobre o CRB por 3–0 no Serra Dourada pela Série B, depois de três meses de jejum.
Em 12 de agosto de 2017, Léo Gamalho acertou sua rescisão de contrato com o Goiás.

### Ponte Preta
Após rescindir seu contrato com o Goiás foi anunciado como novo reforço da Ponte Preta para a disputa do Campeonato Brasileiro. Já na sua estreia fez seu primeiro gol pelo clube, mas não conseguiu evitar a derrota no Moisés Lucarelli por 2–1 para o Atlético Mineiro.
Criciúma
Em 25 de março de 2019, o atacante foi apresentado oficialmente como novo reforço do Criciúma Esporte Clube. Usando a camisa 99 fez sua estreia no dia 3 de abril em partida válida pelo campeonato catarinense diante do Joinville. Encerrou o ano de 2019 como o artilheiro do time com 13 gols.

### CRB
No dia 24 de dezembro de 2019, foi anunciado como novo reforço do CRB para a temporada de 2020. Em 5 de fevereiro de 2020, marcou uma vez contra o Independente-PA, ajudando o CRB a avançar para a Segunda Fase da Copa do Brasil de 2020. Fez mais dois na goleada sobre o rival ASA por 4–0 pelo Campeonato Alagoano de 2020. Na Segunda Fase da Copa do Brasil, marcou o seu segundo gol na competição no empate por 1–1 contra o Paysandu na Curuzu; o CRB conseguiu a classificação para a terceira fase nos pênaltis. No dia 11 de março de 2020, Léo Gamalho ganhou destaque nacional ao marcar os dois gols na vitória do CRB em pleno Estádio Mineirão contra o Cruzeiro por 2-0 pela Copa do Brasil.
No dia 18 de agosto de 2020, ao marcar contra o Brasil de Pelotas pela 4° rodada da Série B, Léo Gamalho chegou a 4 gols nos 4 primeiros jogos, 1 gol em cada, se tornando o primeiro jogador da história do CRB a conseguir tal feito, superando o maior artilheiro do Galo, Joãozinho Paulista, que marcou 3 gols nos 3 primeiros jogos, da Série B em 1982. Também marcou contra o Cruzeiro no segundo jogo da Terceira Fase da Copa do Brasil, sendo o seu terceiro gol contra o clube mineiro na temporada e assim ajudando o clube a alcançar a Quarta Fase da Copa do Brasil pela primeira vez. Léo Gamalho voltaria a marcar contra o mesmo adversário pela quarta vez no ano, algumas semanas depois, em partida válida pela Série B.

### Al-Khor
No dia 29 de setembro de 2020, após o seu segundo ano mais artilheiro da carreira, com 18 gols em 31 jogos, Léo Gamalho anunciou a sua saída do CRB para o Al-Khor, do Catar.

### Coritiba

#### 2021
No começo de 2021, o Coritiba Foot Ball Club anuncia a contratação de Léo Gamalho como a décima contratação do clube para a temporada. Chegou para fazer mudança no clube, numa posição que estava carente ao elenco para a temporada. Léo Gamalho foi muito importante para o clube na temporada, sendo o vice-artilheiro do brasileirão série b com 16 gols, assim ajudando o Coritiba ao acesso relativamente tranquilo para a primeira divisão do futebol brasileiro em 2022.

#### 2022
Em 2022, Léo Gamalho teve uma temporada oscilante, começou como titular e artilheiro do time. Durante o Brasileiro, ele perdeu espaço, porém ainda marcou 17 gols em 2022.
Léo Gamalho encerrou sua  passagem pelo Coritiba após duas temporadas,  40 golos e 90 jogos. Visto que o clube não quis renovar seu contrato.

## Títulos
Vitória
- Campeonato Brasileiro - Série B: 2023
- Campeonato Baiano: 2024

Coritiba
- Campeonato Paranaense: 2022

CRB
- Campeonato Alagoano: 2020

Goiás
- Campeonato Goiano: 2017

Bahia
- Campeonato Baiano: 2015

Botafogo
- Campeonato Carioca: 2006
- Taça Guanabara: 2006

Internacional
- Campeonato Gaúcho: 2005

### Artilharias
Coritiba
- Campeonato Paranaense: 2022 (7 gols)

CRB
- Copa do Brasil: 2020 (6 gols)

Goiás
- Copa do Brasil: 2017 (5 gols)

Santa Cruz
- Copa do Brasil: 2014 (6 gols)
- Campeonato Pernambucano: 2014 (12 gols)

### Recordes
- Maior Artilheiro do CRB na copa do Brasil: 6 Gols [34]
- Jogador que mais vezes foi artilheiro da copa do Brasil: 3 vezes (Empatado com Gabigol e Gerson)
- 8° Maior Artilheiro da Copa do Brasil [35]
- Único Jogador que foi artilheiro da copa do brasil por 3 clubes diferentes
- Segundo maior artilheiro da Série B

## Internet
Em 2019, fez sucesso na internet um meme sobre a semelhança entre Léo Gamalho e Renan Fonseca.